# Nigel Phillips
Air Commodore Nigel James Phillips (*10. března 1963) je britský diplomat, bývalý důstojník Royal Air Force a bývalý guvernér Falklandských ostrovů a komisař Jižní Georgie a Jižních Sandwichových ostrovů. Od 13. srpna 2022 působí jako guvernér Svaté Heleny, Ascension a Tristan da Cunha.

## Osobní život
Phillips je nositelem komandérského kříže Řádu britského impéria.
Je ženatý a má jednu dceru.